# 한국정보통신산업연구원
한국정보통신산업연구원(韓國情報通信産業硏究院)는 정보통신공사업 및 관련분야 전반에 관한 체계적인 연구로 정보통신공사업의 건전한 육성발전과 정보통신기술의 향상을 이룩하고 정보통신공사업의 경쟁력 제고를 통한 국가경제발전에 공헌하기 위하여 설립된 연구기관이다. 서울특별시 종로구 도렴동 60 도렴빌딩 6층에 위치하고 있다. 수원시 장안구 하률로 12번길 80(천천동)으로 이전

## 조직
- 기획관리실
- 산업정책실
- 원가관리실
- 표준융합연구실
- 조사분석실

## 연혁
- 2011.03 재단법인 한국정보통신산업연구원 법인 등기
- 2011.04 재단법인 한국정보통신산업연구원 출범
- 2011.05 방송통신위원회, '정보통신공사 실적공사비 적산제도 전담기관' 지정
- 2013.03 과학기술정보통신부, '정보통신공사 표준품셈 관리기관' 지정
- 2014.01 수원사옥 이전
- 2014.10 과학기술정보통신부, '정보통신공사업 연구기관' 지정
- 2019.04 과학기술정보통신부, '설계·시공 기준' 위탁업무 지정

## 같이 보기
- 한국정보통신공사협회
- 정보통신공제조합
- 방송통신위원회